# سور جدة
سور جدة، هو سور كان يحيط بمدينة جدة منذ القرن العاشر الهجري السادس عشر الميلادي حتى منتصف القرن الرابع عشر الهجري العشرين الميلادي، يقع السور في منطقة جدة التاريخية الواقعة غرب المملكة العربية السعودية، بني السور بأمر من قانصوه الغوري آخر سلاطين المماليك البرجية عام 915 هـ الموافق 1509 .

## التاريخ
بقيت جدة حتى عام 1366 هـ الموافق 1947 داخل سور يحيط بها من جميع جهاتها، وقد أمر ببناء السور السلطان أبو النصر قانصوه الغورى الجركسي الجنس آخر سلاطين المماليك البرجية في مصر في عام 917 هـ الموافق 1509 لحمايتها من غارات الغزاة البرتغاليين في سعيهم إلى السيطرة على الملاحة في البحر الأحمر، وقد شرع حسين كردي بالمهمة والذي قام بتسخير الأهالي أكابرهم وصغارهم لبناء السور، وتخلل السور 7 بوابات ربطت جدة بالعالم خارجه، ومن المؤكد أن هذه البوابات السبعة قد بنيت على مراحل وفق الضرورة، والمعروف أن هذه البوابات في الفترة الأخيرة للعهد الهاشمي كانت تقفل بعد صلاة العشاء مباشرة وتفتح عند الأذان الأول لصلاة الفجر اليوم التالي، إلا أن هذا الإجراء ألغي العمل به في مطلع العهد السعودي، وبسبب ضيق بوابة المدينة أضيفت في بداية العهد السعودي بوابة ثامنة مزدوجة بعرض كاف يسمح بمرور السيارات عبرها بسهولة على الجانب الشمالي للسور، وقد تم هدم السور في عام 1947 الموافق 1366 هـ بدء بباب المدينة شمالا وفي اتجاه دوران عقرب الساعة.

## أبواب السور
لسور جدة سبع أبواب رئيسية بنيت في أوقات متفرقة بدأ من تاريخ بناء السور في عهد قانصوه الغورى آخر سلاطين المماليك البرجية في مصر في عام 917 هـ الموافق 1509، وحتى العهد السعودي الذي أضاف قبل هدم السور بعدة سنوات بوابة ثامنة، الأبواب هي :
- باب مكة.
- باب شريف.
- باب النافعة.
- باب الصبة.
- باب المغاربة.
- باب صريف.
- باب المدينة.
- باب جديد.

## المحافظة على السور
عملت أمانة جدة وإدارة حماية المنطقة التاريخية على تحضير الدراسات اللازمة لإعادة اجزاء من سور جدة القديم حسب المخططات التي تم وضعها في عام 1409هـ من قبل أحمد بخاري رحمهُ الله ومساح بلدية البلد، والاستعانة بالصور القديمة الموجودة شمال جدة، وبعد تحديد المعالم بواسطة الوسائل الفنية وحفر العديد من نقاط تفتيش الخط تم العمل في الضلع الشمالي بطول 398م وارتفاع 5م مع تنفيذ أعمال أرضية في بعض مواقع المشاة لتحديد مسار السور بارتفاع قدره متر واحد ومن متر إلى مترين، وتنفيذ أعمال على ارتفاع خمسة أمتار لإعطاء الزائر شعور الدخول والخروج من المنطقة التاريخية.

## وصلات خارجية
- ألبوم صور سور جدة وبواباته